# Kaishuu kata
Kaishuu kata è l'insieme dei kata superiori del karate dello stile Gōjū-ryū.
I Kaishuu kata sono preceduti dai kata intermedi, detti Fukyu kata e ancora dai kata di base, detti Taikyoku kata.
I Kaishuu kata sono 8:
- Saifa - "Annientamento totale"
- Seienchin (o Seiyunchin) - "La quiete dentro la tempesta"
- Sanseru (o Sanseiru) - "36 mani"
- Sepai (o Seipai) - "18 mani"
- Shisochin - "Quattro monaci tranquilli"
- Sesan (o Seisan) - "13 mani"
- Kururunfa - "Opporsi alle onde"
- Suparinpei (o Suparimpei) - "108 mani"

Questi kata affondano le loro radici nelle antiche arti marziali cinesi.